# Il pianeta preistorico
Il pianeta preistorico (Prehistoric Planet) è una serie televisiva di documentari sulla natura divisa in due stagioni da cinque episodi ciascuna, disponibile in esclusiva sulla piattaforma streaming Apple TV+. La serie è narrata dallo storico naturalista britannico David Attenborough, prodotta dalla BBC Studios Natural History Unit e con la colonna sonora composta da Hans Zimmer. Le puntate seguono la vita di diverse specie di dinosauri e altre creature del Cretaceo superiore (Campaniano-Maastrichtiano), ricreate grazie all'utilizzo della CGI.
Il pianeta preistorico è la prima grande serie di documentari incentrati sui dinosauri prodotta dalla BBC dai tempi di Planet Dinosaur del 2011, e la terza in assoluto (la prima fu Nel mondo dei dinosauri nel 1999, che diede origine alla saga di Walking with...). Il pianeta preistorico ha ricevuto il plauso della critica per i suoi effetti visivi, la rappresentazione dei dinosauri e la narrazione di Attenborough.

## Produzione
Secondo il paleontologo e consulente scientifico Steve Brusatte, la serie ha avuto un tempo di produzione di quasi un decennio prima del rilascio del primo trailer. Le prime menzioni della serie arrivarono l'8 maggio 2019, quando Deadline riferì per la prima volta che Apple aveva ordinato una nuova serie di documentari dalla BBC Studios intitolata Prehistoric Planet, che doveva essere prodotta da Jon Favreau. Una partitura originale venne composta da Hans Zimmer.Per la realizzazione delle creature apparse nella serie, vennero consultati, tra gli altri, il paleontologo Mark Witton, il paleozoologo Darren Naish e l'illustratore scientifico Gabriel Ugueto. Gli effetti visivi sono stati sviluppati dalla Moving Picture Company e destinati ad essere fotorealistici, come con le precedenti produzioni di Jon Favreau, Il libro della giungla (2016) e Il re leone (2019). Un'anteprima della prima stagione venne pubblicata sul canale YouTube ufficiale di Apple TV+ il 2 aprile 2022, insieme ad un teaser, fissando la data del primo episodio per il 23 maggio 2022. Il 19 aprile venne rilasciato l'annuncio del trailer ufficiale, uscito il giorno successivo.
La serie segue un cast di dinosauri e altre creature del Cretaceo superiore, mostrando sia diverse specie scoperte di recente o mai apparse nei documentari, come Turangisaurus, Dreadnoughtus, Nanuqsaurus, Hatzegopteryx, Simosuchus o Austroraptor, e sia generi già noti al grande pubblico come Tyrannosaurus, Triceratops, Velociraptor, Mosasaurus e Pachycephalosaurus. La serie si avvale delle più recenti ricerche paleontologiche per rappresentare con rigore scientifico i suoi animali, aggiungendo piumaggio, tessuti molli e comportamenti speculativi basati sia su evidenze fossili che sullo stile di vita degli animali di oggi.
Il 2 marzo del 2023 è stata confermata, sui vari social di AppleTV+, la seconda stagione della serie, in uscita dal 22 maggio dello stesso anno. Assieme alla notizia è stata mostrata anche la foto di una coppia di Tarchia, uno dei dinosauri protagonisti. Il primo teaser è stato rilasciato il 18 aprile, mentre il primo trailer il 2 maggio. Uno spin-off, chiamato Prehistoric Planet Immersive che presenta Apple Vision Pro, andò in onda il 2 febbraio 2024. Una serie sequel sulla megafauna del Pleistocene, chiamata Prehistoric Planet: Ice Age e narrata da Tom Hiddleston con immagini generate al computer gestite da Framestore, andrà in onda il 26 novembre 2025.

## Episodi
| Stagione         | Episodi | Prima TV USA | Pubblicazione Italia |
| ---------------- | ------- | ------------ | -------------------- |
| Prima stagione   | 5       | 2022         | 2022                 |
| Seconda stagione | 5       | 2023         | 2023                 |

## Accoglienza

### Critica
Il pianeta preistorico ha ottenuto numerosi riconoscimenti e recensioni positive da parte della critica e degli appassionati, soprattutto per gli effetti grafici realistici, per l'accuratezza e la rappresentazione dei dinosauri, la trama, la narrazione e la colonna sonora. Su Rotten Tomatoes la serie possiede il 100% delle recensioni positive, un indice di valutazione del 8.40 su 10 e un'audience del 93%. Il consenso critico cita «Unendo effetti visivi all'avanguardia con una narrazione altrettanto coinvolgente di David Attenborough, Il pianeta preistorico riporta meravigliosamente gli spettatori all'era dei dinosauri.»